# Light of the Stable
| Recensione                        | Giudizio |
| --------------------------------- | -------- |
| AllMusic                          | [ 1 ]    |
| The New Rolling Stone Album Guide | [ 2 ]    |
| Dizionario del Pop-Rock           | [ 3 ]    |
| 24.000 dischi                     | [ 4 ]    |

Light of the Stable: The Christmas Album è un album natalizio in studio della cantante statunitense Emmylou Harris, pubblicato nel novembre del 1979.
L'album raggiunse il ventiduesimo posto della classifica country di Billboard.
La rivista musicale Rolling Stone classificò l'ellepì al diciannovesimo posto tra i quaranta essenziali album natalizi.

## Tracce
Lato A
1. Christmas Time's A-Coming – 2:45 (Tex Logan)
2. O Little Town of Bethlehem – 3:39 (Phillips Brooks, Lewis H. Redner)
3. Away in a Manger (con Nancy Ahern) – 2:35 (Martin Luther; arrangiamento di: Jonathan E. Spillman)
4. Angel Eyes (Angel Eyes) – 3:16 (Rodney Crowell)
5. The First Noel – 2:36 (Tradizionale; arrangiamento di: Brian Ahern)

Lato B
1. Beautiful Star of Bethlehem – 3:02 (Arthur L. Phipps)
2. Little Drummer Boy – 4:00 (Katherine Davis, Henry Onorati, Harry Simeone)
3. Golden Cradle (con Nancy Ahern) – 2:04 (Ninnananna tradizionale irlandese; arrangiamento di: Nancy Ahern)
4. Silent Night – 3:32 (Joseph Mohr, Franz Gruber; arrangiamento di Brian Ahern)
5. Light of the Stable – 2:25 (Steven Rhymer, Elizabeth Rhymer)

Edizione CD del 2004, pubblicato dalla Warner Bros. Records/Rhino Entertainment (8122-76110-2)
1. Christmas Time's A-Coming – 2:55 (Tex Logan)
2. O Little Town of Bethlehem – 3:43 (Phillips Brooks, Lewis H. Redner)
3. Away in a Manger (Con Nancy Ahern) – 2:41 (Martin Luther; arrangiamento di: Jonathan E. Spillman)
4. Angel Eyes – 3:21 (Rodney Crowell)
5. The First Noel – 2:41 (Tradizionale; arrangiamento di: Brian Ahern)
6. Beautiful Star of Bethlehem – 3:08 (Arthur L. Phipps)
7. Little Drummer Boy – 4:04 (Katherine Davis, Henry Onorati, Harry Simeone)
8. There's a Light (Nuovo brano) – 2:54 (Beth Nielsen Chapman)
9. Cherry Tree Carol (Nuovo brano) – 3:33 (Tradizionale; arrangiamento di Kate McGarrigle e Anna McGarrigle)
10. Golden Cradle (con Nancy Ahern) – 2:08 (Ninnananna tradizionale irlandese; arrangiamento di: Nancy Ahern)
11. Silent Night – 3:35 (Joseph Mohr, Franz Gruber; arrangiamento di Brian Aher)
12. Man Is an Island (Nuovo brano) – 4:45 (Anna McGarrigle, Jane McGarrigle, Kate McGarrigle)
13. Light of the Stable – 2:31 (Steven Rhymer, Elizabeth Rhymer)

## Musicisti
Christmas Time's A-Coming
- Emmylou Harris - voce, accompagnamento vocale, coro
- Ricky Skaggs - banjo, mandolino
- Brian Ahern - chitarra arch-top
- Brian Bowers - autoharp
- Emory Gordy, Jr. - basso
- Sharon White - accompagnamento vocale, coro
- Cheryl White - accompagnamento vocale, coro

O Little Town of Bethlehem
- Emmylou Harris - voce, accompagnamento vocale, coro
- Ricky Skaggs - mandolino, violini
- Brian Ahern - chitarra gut string
- Emory Gordy, Jr. - basso
- Sharon White - accompagnamento vocale, coro
- Cheryl White - accompagnamento vocale, coro

Away in a Manger
- Emmylou Harris - voce (duetto), chitarra
- Nancy Ahern - voce (duetto)
- Albert Lee - mandolino
- Brian Ahern - chitarra gut string
- Emory Gordy, Jr. - basso

Angel Eyes
- Emmylou Harris - voce, armonie vocali
- Frank Reckard - chitarra elettrica
- Ricky Skaggs - mandolino, armonie vocali
- Hank DeVito - chitarra pedal steel
- Tony Brown - clavinet
- Brian Ahern - chitarra acustica, percussioni
- Rodney Crowell - chitarra acustica
- Mike Bowden - basso
- John Ware - batteria
- Willie Nelson - armonie vocali

The First Noel
- Emmylou Harris - voce, armonie vocali, coro
- Sharon White - armonie vocali, coro
- Cheryl White - armonie vocali, coro

Beautiful Star of Bethlehem
- Emmylou Harris - voce, armonie vocali
- Ricky Skaggs - fiddles, chitarra acustica, armonie vocali
- Brian Bowers - autoharp
- Brian Ahern - chitarra arch-top
- Emory Gordy, Jr. - basso
- Sharon White - armonie vocali
- Cheryl White - armonie vocali

Little Drummer Boy
- Emmylou Harris - voce, chitarra acustica, armonie vocali
- Frank Reckard - chitarra elettrica
- Brian Ahern - basso a sei corde, percussioni
- Hank DeVito - chitarra pedal steel
- Tony Brown - clavinet
- Ricky Skaggs - mandolino
- Rodney Crowell - chitarra high strung
- Emory Gordy, Jr. - basso
- John Ware - batteria
- Sharon White - armonie vocali
- Cheryl White - armonie vocali

There's a Light
- Emmylou Harris - voce, chitarra acustica
- Anna McGarrigle - accordion, tastiere, armonie vocali
- Kate McGarrigle - chitarra acustica, banjo, armonie vocali
- Brian Ahern - chitarra acustica, banjo, basso acustico (earthwood bass)
- Ricky Skaggs - mandolino
- Glen D. Hardin - tastiere

Cherry Tree Carol
- Emmylou Harris - voce, chitarra acustica
- Kate McGarrigle - chitarra acustica, banjo, armonie vocali
- Anna McGarrigle - accordion, tastiere, armonie vocali
- Brian Ahern - basso acustico, chitarra acustica, banjo
- Glen D. Hardin - tastiere
- Ricky Skaggs - mandolino

Golden Cradle
- Emmylou Harris - voce (duetto)
- Nancy Ahern - voce (duetto)
- Brian Ahern - chitarra gut string

Silent Night
- Emmylou Harris - voce, chitarra acustica
- Ricky Skaggs - violini, chitarra acustica
- Hank DeVito - chitarra pedal steel
- Brian Bowers - autoharp
- Brian Ahern - basso acustica, basso a sei corde
- Sharon White - armonie vocali
- Cheryl White - armonie vocali

Man Is an Island
- Emmylou Harris - voce, chitarra acustica
- Anna McGarrigle - accordion, tastiere, armonie vocali
- Kate McGarrigle - chitarra acustica, banjo, armonie vocali
- Brian Ahern - basso acustico, chitarra acustica, banjo
- Ricky Skaggs - mandolino
- Glen D. Hardin - tastiere

Light of the Stable
- Emmylou Harris - voce, chitarra acustica
- Brian Ahern - chitarra acustica
- James Burton - chitarra elettrica
- Hank DeVito - chitarra pedal steel
- Rodney Crowell - chitarra high strung
- Glen D. Hardin - pianoforte
- Emory Gordy, Jr. - basso
- John Ware - batteria
- Neil Young - armonie vocali
- Dolly Parton - armonie vocali
- Linda Ronstadt - armonie vocali[9]

Note aggiuntive
- Brian Ahern - produttore (per la Happy Sack Productions) e arrangiamenti
- Registrazioni effettuati al The Enactron Truck
- Mixato al Enactron Studio Two
- Brian Ahern, Donivan Cowart e Stuart Taylor - ingegneri delle registrazioni
- Tom Wilkes - design album e fotografie[10]